# Кусаинов, Шаким
Шаки́м Кусаи́нов (1884, аул Кызыл-Тан, Кокчетавский уезд, Акмолинская область, Туркестанский край, Российская империя — 1983, Энбекшильдерский район, Кокчетавская область, Казахская ССР) — старший конюх колхоза имени Кагановича Энбекшильдерского района Кокчетавской области, Казахская ССР. Герой Социалистического Труда (1948).

## Биография
Родился в 1884 году в крестьянской семье в ауле Кызыл-Тан Кокчетавского уезда.
С раннего возраста трудился в сельском хозяйстве. Во время коллективизации вступил в колхоз имени Кагановича Энбекшильдерского района, где с 1929 года трудился на коневодческой ферме.
Ежегодно показывал высокие трудовые результаты в коневодстве. В 1947 году вырастил при конюшенном содержании 22 жеребёнка от 22 кобыл. Указом Президиума Верховного Совета СССР от 12 июля 1949 года удостоен звания Героя Социалистического Труда за «получение высокой продуктивности животноводства в 1947 году при выполнении колхозом обязательных сельскохозяйственных продуктов и плана развития животноводства» с вручением ордена Ленина и золотой медали «Серп и Молот» (№ 2599).
В 1948 году вырастил 35 жеребёнка от 35 кобыл. Избирался депутатом местного сельского Совета народных депутатов. Участвовал во Всесоюзной выставке ВДНХ в Москве.
Трудился в колхозе (в последующем — совхоз «Джамбулский») до выхода на пенсию в 1964 году. Проживал в Энбекшильдерском районе Джамбулской области. Умер в 1983 году.
Награды
- Герой Социалистического Труда
- Орден Ленина
- Медаль «За доблестный труд в Великой Отечественной войне 1941—1945 гг.» (09.05.1945)